# Sofie Pedersen
Sofie Heby Pedersen (Gug, 1 de febrero de 2001) es una deportista danesa que compite en ciclismo de montaña en la disciplina de campo a través.
Ganó una medalla de bronce en el Campeonato Mundial de Ciclismo de Montaña de 2023 y una medalla de bronce en el Campeonato Europeo de Ciclismo de Montaña de 2019, ambas en la prueba por relevos.

## Medallero internacional
| Campeonato Mundial | Campeonato Mundial     | Campeonato Mundial | Campeonato Mundial         |
| Año                | Lugar                  | Medalla            | Competición                |
| ------------------ | ---------------------- | ------------------ | -------------------------- |
| 2023               | Glasgow (Reino Unido)  | Medalla de bronce  | Campo a través por relevos |
| Campeonato Europeo |                        |                    |                            |
| Año                | Lugar                  | Medalla            | Competición                |
| 2019               | Brno (República Checa) | Medalla de bronce  | Campo a través por relevos |